# Димитрије Скевофилакс
Димитрије Скевофилакс (грч. Δημητριος οσιος ο Σκευοφυλαξ; 8. век) је хришћански светитељ, који се поштује као преподобни.
Православна црква помиње преподобног Димитрија 25. јануара.
Сведочење о животу преподобног Димитрија, названог Скевофилакс (сасудочувар), односно сакристан, сачувано је у византијским стиховним синаксарима (на пример, у Синаксару Историјског музеја), а потом је укључено у грчки штампани Менаион (Венеција, 1595). Истраживачи поистовећују овог Димитрија са Димитријем, „најбогозаштићенијим“, „најбогољубивијим“ и „преподобним“ ђаконом и скевофилаксом Аја Софије у Цариграду, који је читао одломке из дела светих отаца о иконама на Седмом васељенском сабоу.